# The Codex Necro
 (juillet 2018).
Si vous disposez d'ouvrages ou d'articles de référence ou si vous connaissez des sites web de qualité traitant du thème abordé ici, merci de compléter l'article en donnant les références utiles à sa vérifiabilité et en les liant à la section « Notes et références ».
Albums de Anaal Nathrakh
Domine Non Es Dignus
(2004)
The Codex Necro est le premier album studio du groupe de Black metal anglais Anaal Nathrakh. L'album est sorti le 27 novembre 2001 sous le label Earache Records.
L'album a été ré-édité le 24 avril 2006 et quatre titres ont été ajoutés. Ces titres sont joués en live et ont été enregistrés à la radio John Peel BBC Radio One Session le 16 décembre 2003.
L'album contient de nombreux samples provenant de films comme Event Horizon, Excalibur, The Legend of Hell House, The Final Conflict ou encore Platoon.

## Musiciens
- Dave Hunt - chant
- Mick Kenney - tous les instruments

## Liste des morceaux
1. The Supreme Necrotic Audnance - 4:42
2. When Humanity Is Cancer - 5:18
3. Submission Is For the Weak - 5:15
4. Pandemonic Hyperblast - 3:51
5. Paradigm Shift - Annihilation 6:06
6. The Technogoat - 4:28
7. Incipid Flock 5:21
8. Human, All Too Fucking Human - 4:47
9. The Codex Necro - 7:07

### Morceaux supplémentaires de la ré-édition
1. Pandemonic Hyperblast (live)
2. How the Angels Fly In (We Can Never Be Forgiven) (live)
3. Submission Is For the Weak (live)
4. The Oblivion Gene (live)